# Steve Casey
Pour les articles homonymes, voir Casey.
Pas d'image ? Cliquez ici

a Compétitions nationales et continentales officielles uniquement.

b Matchs officiels uniquement.
Stephen Timothy Casey, né le 24 décembre 1882 à Dunedin (Nouvelle-Zélande) et décédé le 10 août 1960 dans la même ville, est un joueur de rugby à XV  qui a joué avec l'équipe de Nouvelle-Zélande. Il évolue au poste de talonneur (1,78 m pour 78 kg). 

## Carrière
Il a disputé son premier test match avec l'équipe de Nouvelle-Zélande  le 18 novembre 1905 à l'occasion d'un match contre l'équipe d'Écosse. Il dispute son dernier test match contre une sélection composée de joueurs anglais et gallois le 6 juin 1908.
Il participe à la tournée des Originals, équipe représentant la Nouvelle-Zélande en tournée en Grande-Bretagne en 1905, en France et en Amérique du Nord en 1906. Il compose la solide première ligne avec George Tyler de la province d'Auckland, qui affronte les packs des équipes écossaise, irlandaise, anglaise et galloise. 

## Palmarès

### En équipe nationale
- 8 sélections avec l'équipe de Nouvelle-Zélande
- Sélections par année : 4 en 1905, 3 en 1907, 1 en 1908
- Nombre total de matchs avec les All Blacks :  38